# Jaera pythioides
Jaera pythioides är en fjärilsart som beskrevs av Butler 1867. Jaera pythioides ingår i släktet Jaera och familjen juvelvingar. Inga underarter finns listade i Catalogue of Life.